# Forschungsreaktor Mainz
Der Forschungsreaktor Mainz (FRMZ) ist ein Kernreaktor, der seit 1965 am ehemaligen Institut für Kernchemie der Johannes Gutenberg-Universität Mainz als Neutronenquelle zu Forschungszwecken betrieben wird. Er hat eine Dauerleistung von 100 kW und eine Pulsleistung von 250 MW.

## Geschichte
Der Forschungsreaktor Mainz wurde auf Initiative von Fritz Straßmann, dem damaligen Direktor des Instituts für Anorganische Chemie und Kernchemie der Universität Mainz, eingerichtet. Baubeginn war im Jahr 1960, am 3. August 1965 erreichte der Reaktor seine erste Kritikalität, die offizielle Eröffnung durch Otto Hahn erfolgte schließlich am 3. April 1967.

## Aufbau
Der Forschungsreaktor Mainz ist ein Schwimmbadreaktor vom Typ TRIGA Mark II. Er verwendet zu 20 % angereichertes Uran als Kernbrennstoff, wobei etwa 70 Brennelemente im Einsatz sind. Er besitzt eine dauerhafte Nennleistung von 100 kW, die Pulsleistung beträgt für 0,03 Sekunden sogar 250 MW. Der Reaktor wird mit leichtem Wasser gekühlt und mit Zirconiumhydrid moderiert. Zur Bündelung der Neutronen wird ein Graphit-Reflektor verwendet. Der maximale thermische Neutronenfluss liegt bei 4 × 1012 n/(cm² s), im Pulsbetrieb bei bis zu 1016 n/(cm² s).
Der Forschungsreaktor ist zusammen mit der gesamten Abschirm-Konstruktion aus Beton über der Erde errichtet. Vier horizontale Strahlrohre und eine thermische Säule für spezielle Experimente durchdringen die Abschirmung und reichen bis an den Reflektor und den Reaktorkern heran. Ein rotierendes „Bestrahlungskarussell“ im Oberteil des Reflektors erlaubt die Bestrahlung von bis zu 80 Proben in 40 Positionen. Zudem existieren drei Rohrpostanlagen, mit denen die Proben innerhalb weniger Sekunden in den Reaktorkern eingebracht oder aus ihm entnommen werden können, ohne den Reaktorbetrieb zu unterbrechen.

## Forschung
Am Forschungsreaktor Mainz werden Forschungsprogramme sowohl in der Grundlagenforschung als auch in der angewandten Forschung in den Bereichen Kernchemie und Kernphysik durchgeführt. Aktuelle Forschungsprojekte sind unter anderem:
- die Entwicklung schneller chemischer Trennverfahren zur Untersuchung der chemischen Eigenschaften der schwersten Elemente
- die Produktion ultrakalter Neutronen mit einer Temperatur von 0,003 K und einer Geschwindigkeit von 5 m/s
- Hochpräzisionsmessungen an Spaltprodukten und
- die Verwendung der Neutronenaktivierungsanalyse zur Untersuchung von Spurenelementen
- Bestimmung der Lebensdauer des Neutrons

Weiterhin dient der Reaktor zur Ausbildung und Schulung von Wissenschaftlern, Lehrern, Studenten und technischem Personal. Der Triga Mainz genannte Forschungsreaktor gilt als der am meisten gebuchte Forschungsreaktor in der Welt.